# Núi thiêng

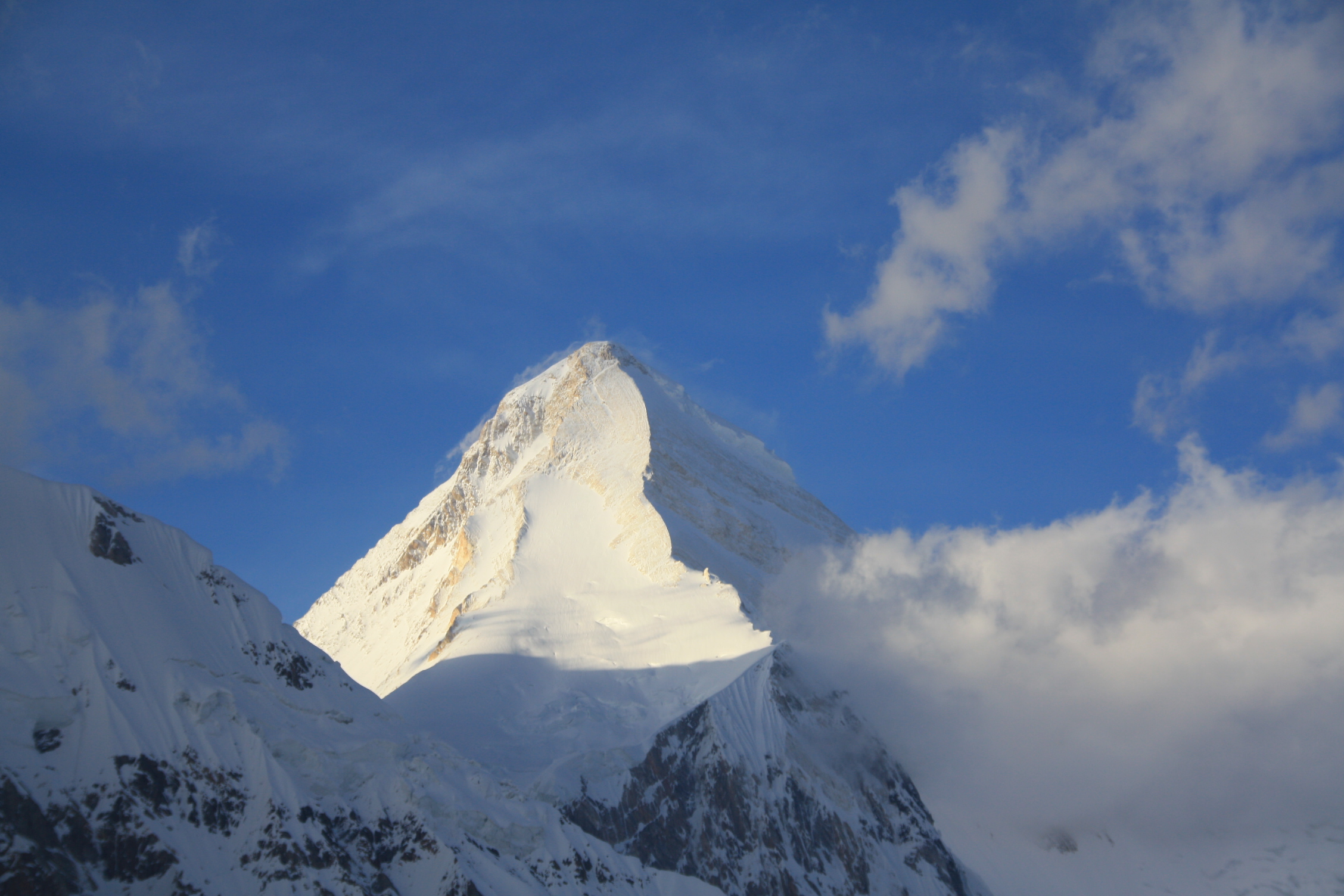
Núi Khan Tengri nghĩa là Đằng Cách Lý hãn, là một phần trong dãy Thiên Sơn, ngọn núi này trong quan niệm của người du mục liên hệ đến vị thần Tengri (Đằng Cách Lý)

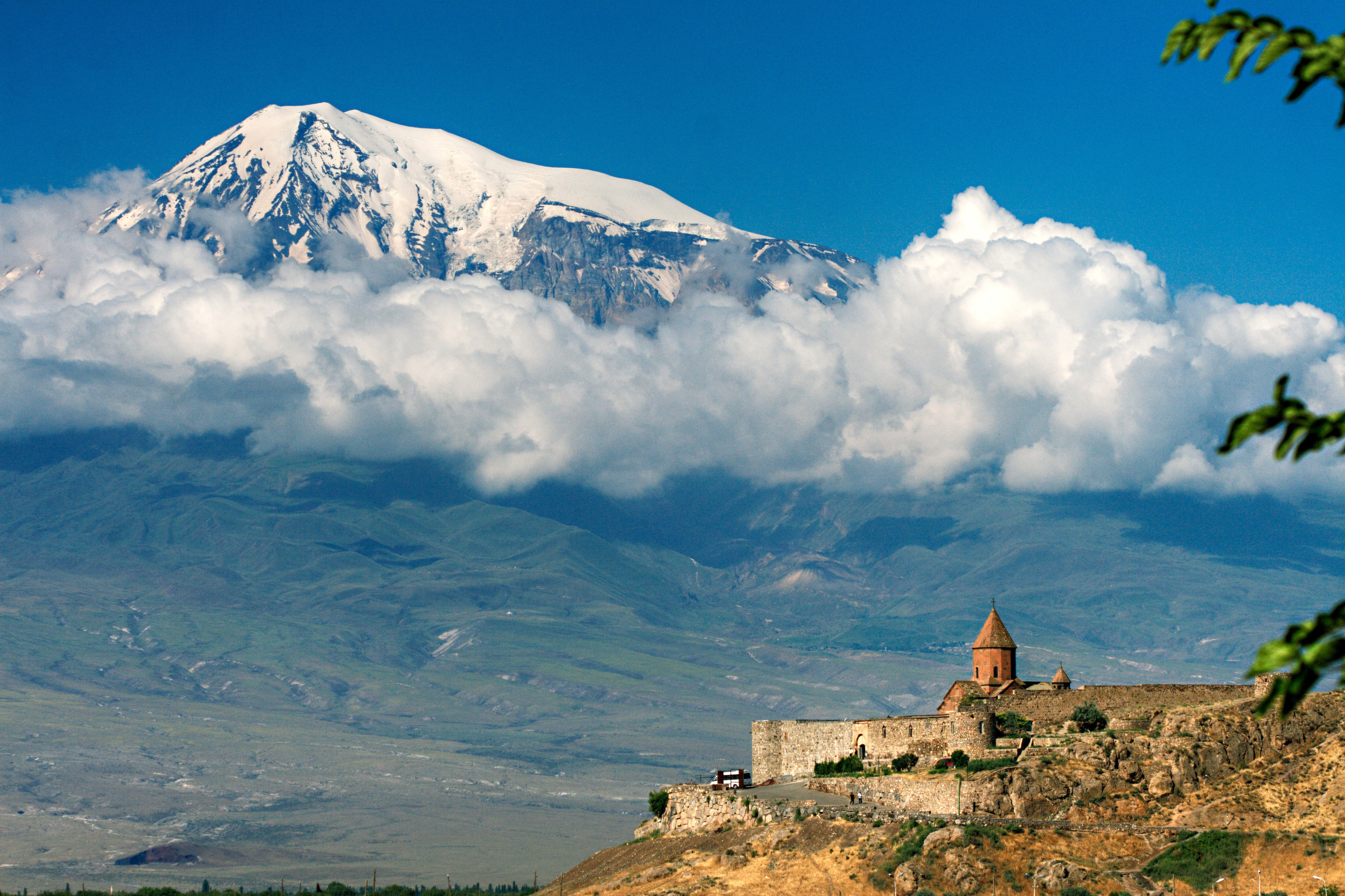
Núi Ararat là ngọn núi thiêng biểu tượng của người Armenia nhưng lại nằm gọn ở Thổ Nhĩ Kỳ sau khi phân định biên giới, đây là một nỗi niềm khắc khoải khó tả

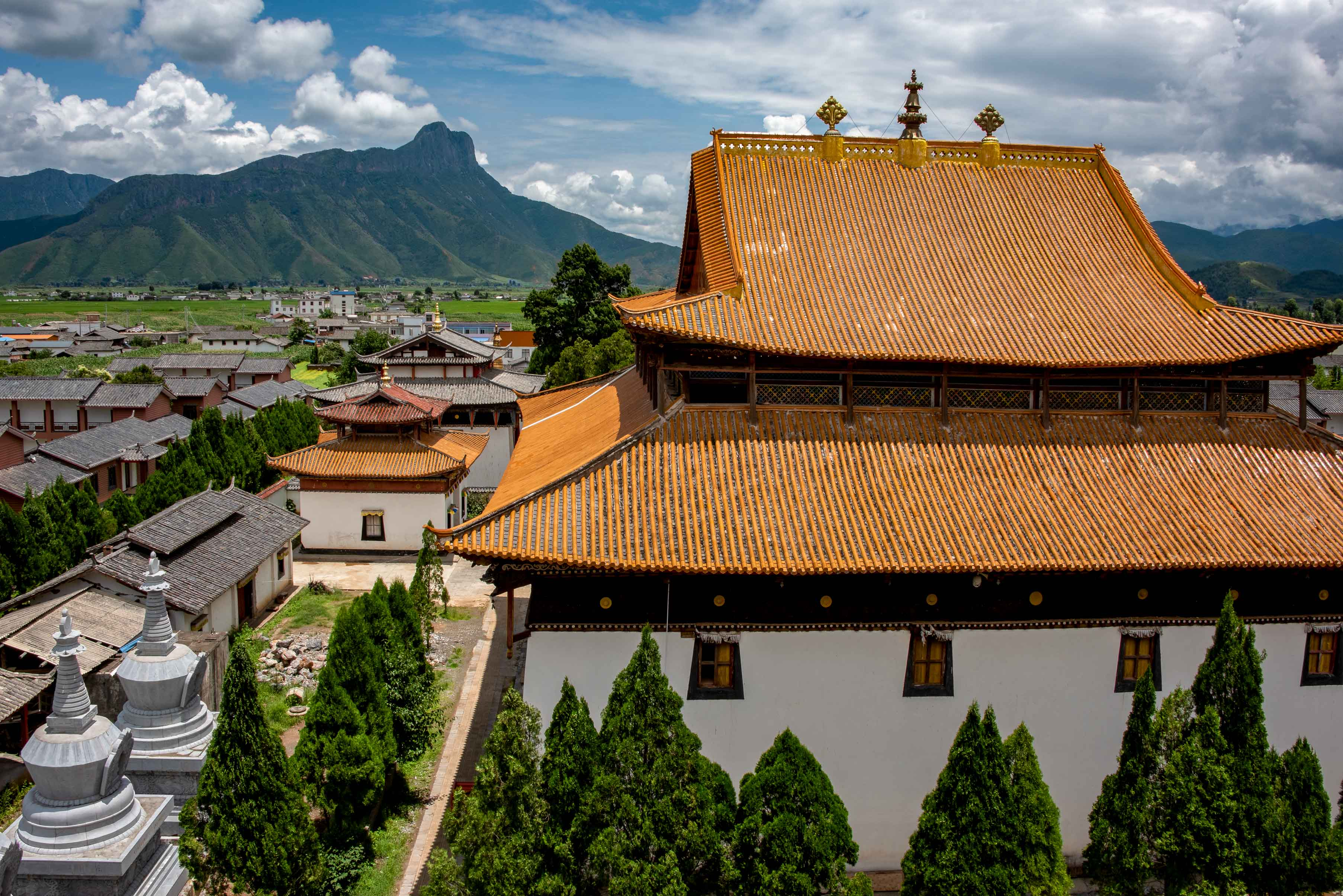
Một ngôi chùa nhìn ra núi thiêng ở Tây Tạng

Những ngọn núi linh thiêng (Sacred mountain) là tâm điểm tín lý của một số tôn giáo tín ngưỡng nhất định và thường là chủ đề của nhiều truyền thuyết và thần thoại. Đối với nhiều người, khía cạnh mang tính biểu tượng nhất của một ngọn núi là đỉnh núi vì người ta tin rằng nó gần với thiên đường hoặc các cõi trên trong những tôn giáo khác. Nhiều tôn giáo có truyền thuyết những ngọn núi linh thiêng, được coi là thần thánh (ví dụ như núi Olympus trong thần thoại Hy Lạp) hoặc có liên quan đến các sự kiện (như núi Sinai trong Do Thái giáo và các tôn giáo hậu duệ hoặc núi Kailash, núi Meru trong Ấn Độ giáo). Trong một số trường hợp, ngọn núi thiêng hoàn toàn là thần thoại giống như thần thoại Hara Berezaiti trong Hỏa giáo (Zoroastrianism). Núi Kailash được cho là nơi ở của các vị thần Shiva và Parvati, đồng thời được coi là linh thiêng trong bốn tôn giáo: Ấn Độ giáo, Bon giáo, Phật giáo (được cho là núi Tu-di) và đạo Jain. Các ngọn núi lửa, chẳng hạn như núi Etna ở Ý, cũng được coi là linh thiêng, núi Etna được cho là quê hương của Vulcan, thần lửa của người La Mã.

## Tổng quan
Khi chúng ta nhìn vào một ngọn núi, điều đầu tiên gây ấn tượng với chúng ta thường không phải là vị trí trung tâm mà là độ cao của nó, điều này gợi lên phản ứng tức thời là ngạc nhiên và kính sợ. Nổi bật so với cảnh quan xung quanh, với những đám mây trôi và bầu trời bồng bềnh, đỉnh núi dường như lơ lửng trong một thế giới khác, cao hơn và hoàn hảo hơn thế giới chúng ta đang sống. Quan điểm coi ngọn núi là trung tâm xuất hiện dưới hình thức toàn diện nhất như một trục trung tâm liên kết ba cấp độ của vũ trụ–thiên đường-trần gian và địa ngục hoặc thế giới ngầm. Là mối liên kết giữa thiên đường và địa ngục, nó hoạt động như một ống dẫn sức mạnh, nơi mà những năng lượng thiêng liêng, cả thần thánh và ma quỷ, phun trào vào thế giới tồn tại của con người.
Nhiều ngọn núi linh thiêng được tôn kính như những nơi có sức mạnh đáng kinh ngạc được thể hiện theo nhiều cách khác nhau - tự nhiên, siêu nhiên và thậm chí cả chính trị. Núi thiêng là nơi có quyền lực và thiên đường trên cao, những ngọn núi đóng vai trò là nơi ở của các vị thần và nữ thần, thường nằm ở trung tâm của vũ trụ, thế giới hoặc khu vực. Những ngọn núi thường xuất hiện dưới dạng những ngôi đền chứa các vị thần cư trú trên hoặc bên trong chúng. Ngoài ra, núi có thể mang hình thức nơi thờ cúng, được xem hoặc tưởng tượng như đền thờ, nhà thờ và thánh đường. Các xã hội hiện đại chia sẻ với các nền văn hóa truyền thống quan niệm rộng rãi về những ngọn núi như những khu vườn thiêng liêng và những thiên đường trần gian. Dù được tôn kính như thiên đường hay bị sợ hãi như địa ngục, những ngọn núi đều có vai trò rộng rãi và quan trọng như là nơi linh thiêng của người chết. Khi coi những ngọn núi là nơi ở của người chết, mọi người thường coi chúng là nơi tổ tiên của họ đến - hoặc chính là tổ tiên của họ. Là tổ tiên thiêng liêng, những ngọn núi mang lại cho nhiều xã hội bản sắc và sự gắn kết của họ.

## Các linh sơn

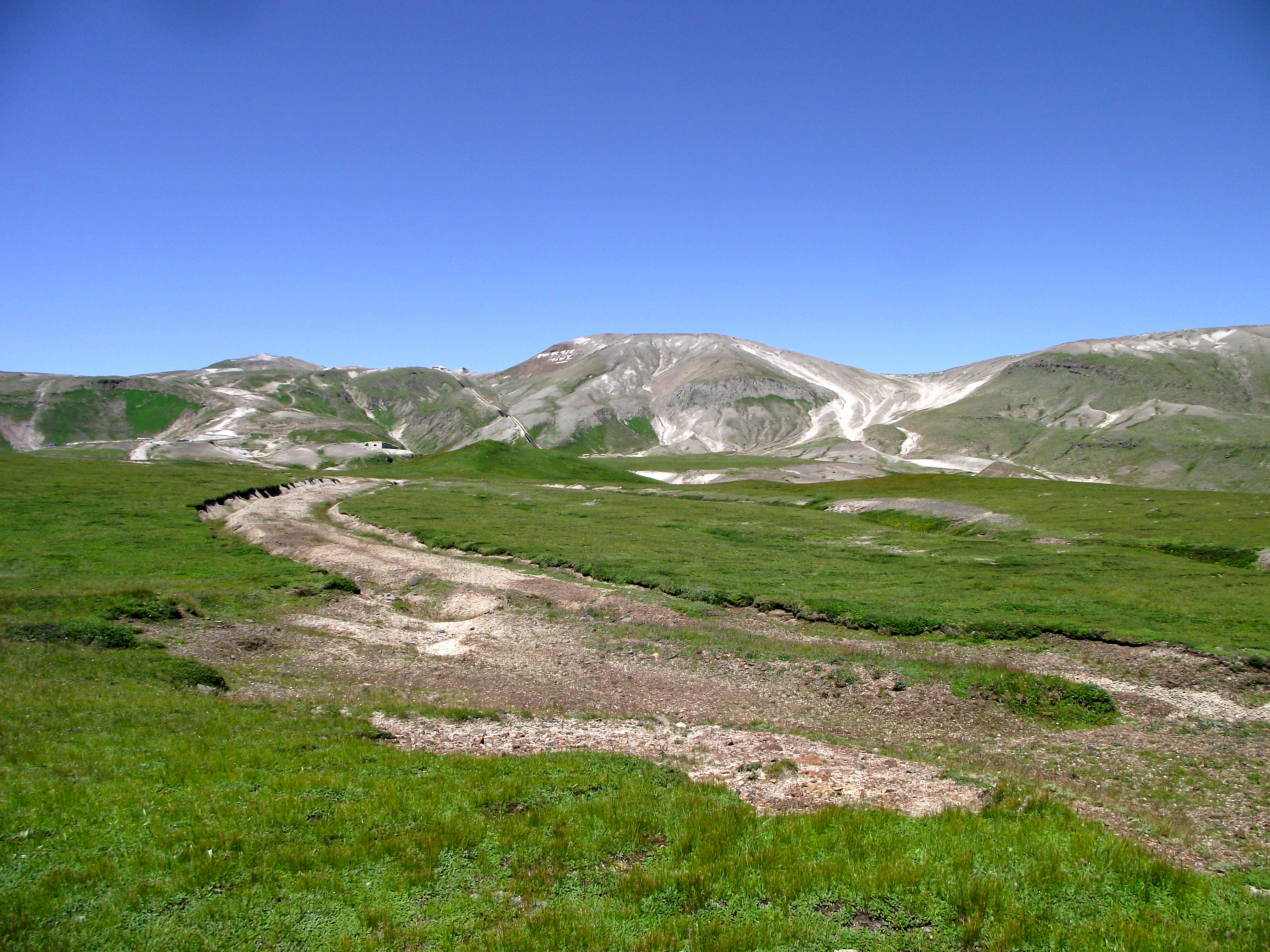
Núi Trường Bạch (Bạch Đầu sơn) ở Bắc Triều Tiên

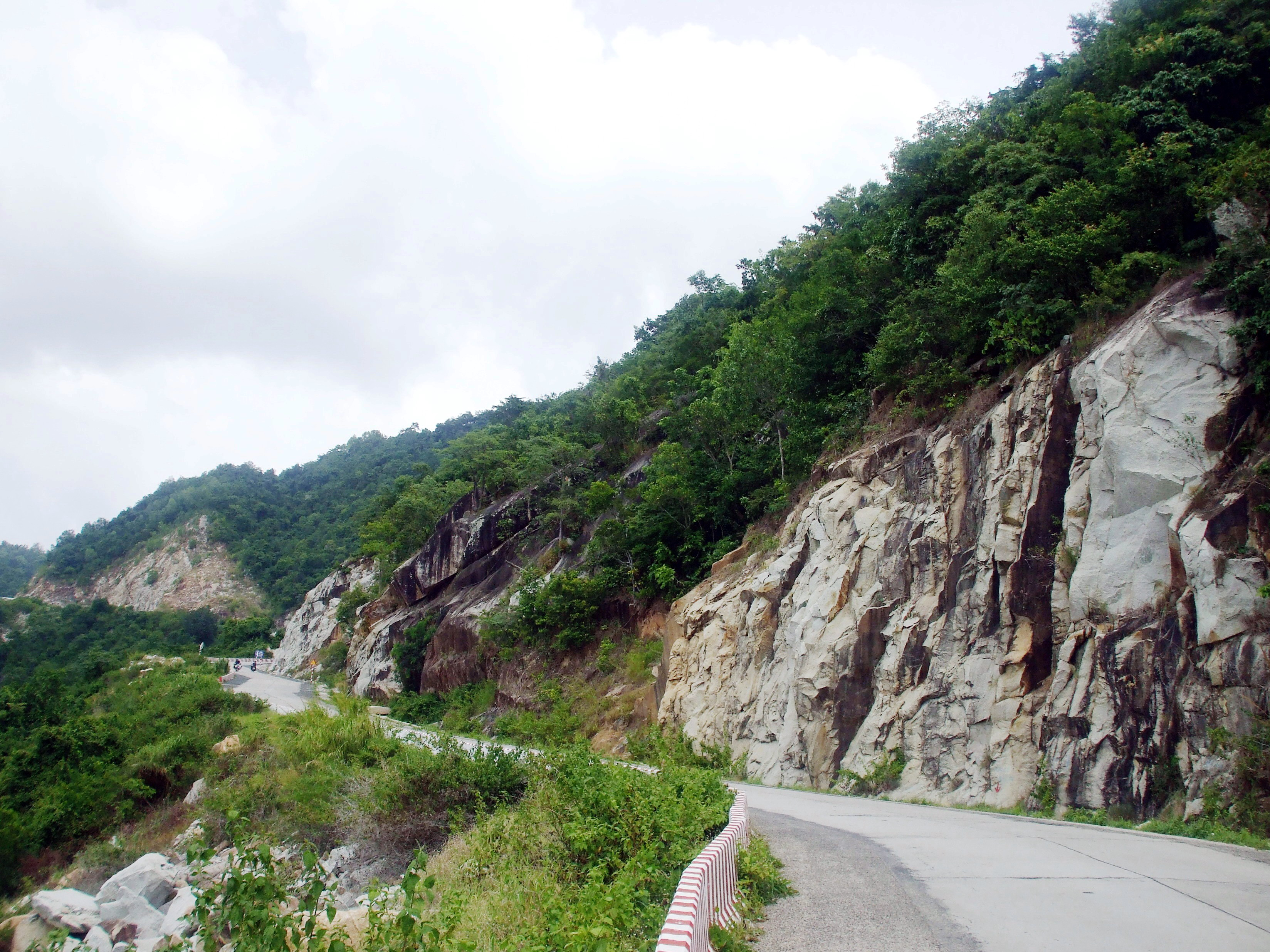
Đường lên núi Cấm (Thất Sơn) ở An Giang

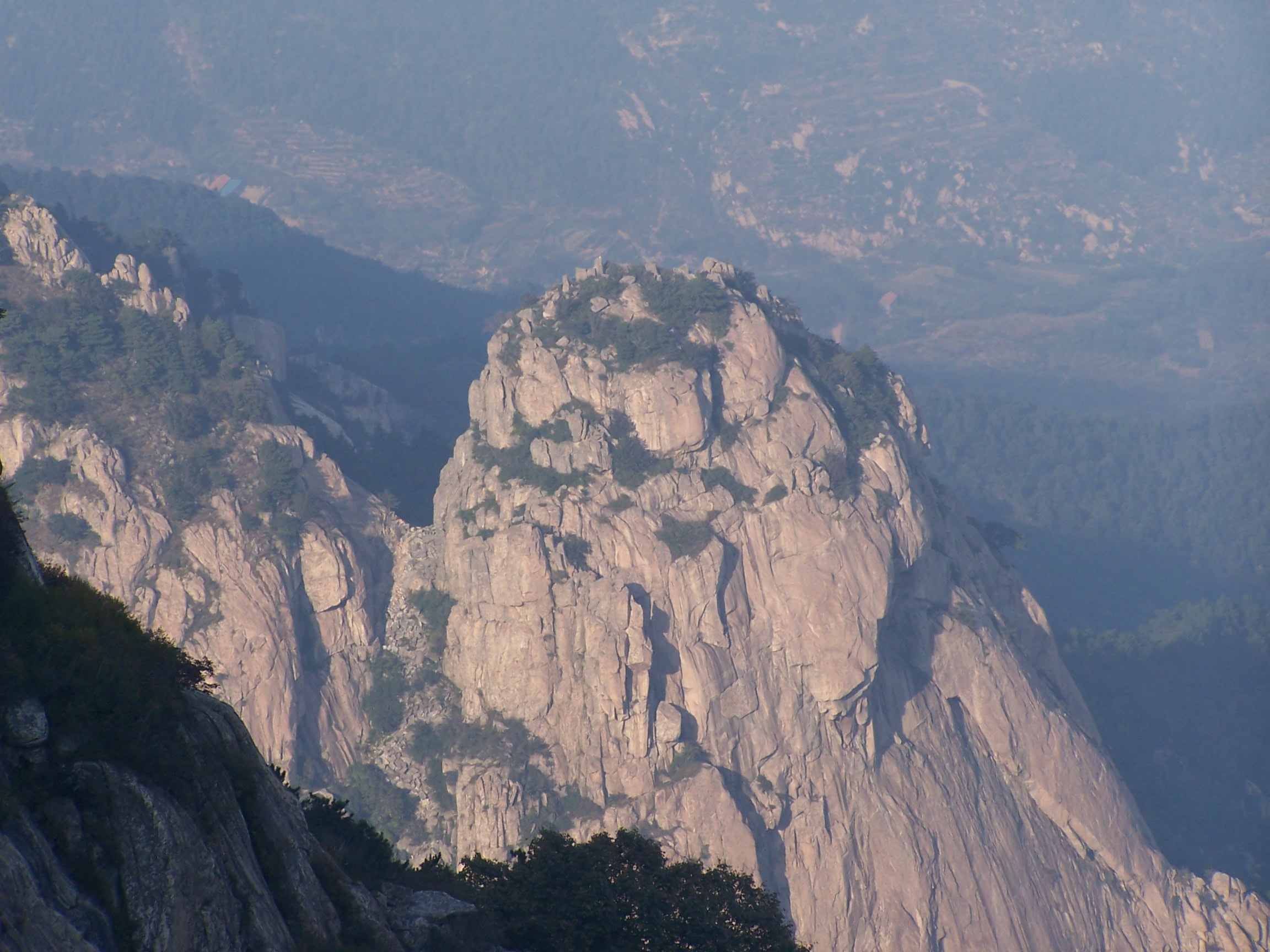
Núi Thái Sơn ở Trung Quốc, đây là hình tượng trong câu ca dao của người Việt: "Công cha như núi Thái Sơn, nghĩa mẹ như nước trong nguồn chảy ra"

- Núi Trường Bạch (Paektu/Bạch Đầu) ngọn núi linh thiêng của người Bắc Triều Tiên.
- Núi Phú Sĩ là ngọn núi biểu tượng và linh thiêng của người Nhật Bản
- Hy Mã Lạp Sơn hùng vĩ hay núi Himalaya ở Ấn Độ và Tây Tạng là ngọn núi linh thiêng trong Ấn Độ giáo, Phật giáo và Kỳ Na giáo.
- Dãy núi Ba Vì hay còn gọi là Tản Viên linh thiêng với truyền thuyết về Tản Viên sơn thánh (Sơn Tinh)
- Dãy núi Tam Điệp ở Hòa Bình-Sơn La là dãy núi lịch sử thiêng liêng
- Yên Tử hay núi Yên Tử là dãy núi trải dài trên địa bàn các tỉnh Quảng Ninh, Bắc Giang, Hải Dương, đây là ngọn núi thiêng ở miền Bắc Việt Nam, gắn với Thiền phái Trúc Lâm của Phật hoàng Trần Nhân Tông[8]
- Tây Côn Lĩnh là một đỉnh núi trên khối núi thượng nguồn sông Chảy ở phía tây tỉnh Hà Giang trải dải trên hai huyện Hoàng Su Phì và Vị Xuyên, đây được coi là dãy núi thiêng của người La Chí[9].
- Núi Thiên Ấn là đệ nhất thắng cảnh và là núi thiêng của người dân Quảng Ngãi.
- Núi Bà Đen là ngọn núi linh thiêng ở Tây Ninh[10], nổi tiếng như là địa điểm du lịch tâm linh và đã được xây dựng thành Khu du lịch Núi Bà Đen
- Núi Cấm (Thiên Cấm Sơn) là ngọn núi linh thiêng ở An Giang trong đó có thung lũng Ma Thiên Lãnh truyền thuyết. Núi cấm nằm trong quần thể Bảy Núi hay còn gọi là Thất Sơn là ngọn núi thiêng ma mị ở An Giang được các tín đồ Bửu Sơn Kỳ Hương tôn xưng là Bửu Sơn. Thất Sơn là bối cảnh trong phim Thất sơn tâm linh (Thiên Linh Cái) mặc dù sự kiện thật của câu chuyện lại diễn ra ở Đồng Tháp
- Núi Sam là ngọn núi linh thiêng ở An Giang, trên và quanh núi Sam có rất nhiều chùa miếu, trong đó nổi tiếng nhất là Miếu Bà Chúa Xứ Núi Sam, Chùa Tây An, Chùa Phước Điền (còn gọi Chùa Hang), lăng Thoại Ngọc Hầu.
- Núi Tà Lơn là ngọn núi linh thiêng của người Việt ở miền Nam nhưng nay lại nằm trong lãnh thổ của Campuchia.
- Wat Phou nằm dưới chân của một núi thiêng gọi là Phou Kao (Núi Voi)
- Rặng Altai là dãy núi linh thiêng ở Mông Cổ
- Khan Uul, Chingeltei là những ngọn núi thiêng quanh thủ đô U-Lan-Ba-To của Mông Cổ
- Songino Khairkhan là ngọn núi linh thiêng ở Mông Cổ
- Núi Sulayman  là một ngọn núi thiêng tại Kyrgyzstan (Cư-rơ-gư-stan)
- Núi Khan Tengri nghĩa là Đằng Cách Lý hãn (Thiên Khả hãn) là ngọn núi linh thiêng của người Kazaz
- Núi Ararat là ngọn núi thiêng biểu tượng của người Armenia nhưng lại nằm gọn ở lãnh địa của Thổ Nhĩ Kỳ, tương tự như hoàn cảnh của núi Tà Lơn đối với người dân Nam Bộ
- Klyuchevskaya Sopka là ngọn núi linh thiêng ở Nga
- Ślęża là ngọn núi thiêng ở Ba Lan
- Devils Tower là ngọn núi linh thiêng theo truyền thuyết của người da đỏ ở Mỹ
- Long Hổ Sơn là ngọn núi tiên đạo ở Trung Quốc
- Phổ Đà sơn là ngọn núi thiêng ở Trung Quốc gắn với truyền thuyết về Quan Thế Âm Bồ tát
- Núi tuyết Mai Lý là ngọn núi thiêng ở Đại Lý (nay là Vân Nam thuộc Trung Quốc)
- Núi Tu-di là ngọn núi trong truyền thuyết Phật giáo